# کینگدم هارتس
کینگدام هارتس (به ژاپنی: キングダム ハーツ Kingudamu Hātsu) عنوان یک مجموعه بازی ویدئویی به سبک نقش‌آفرینی اکشن است که توسط شرکت اسکوئر انیکس (سابقاً اسکوئر) ساخته و منتشر می‌شود. این سری با همکاری شرکت اسکوئر انیکس و استودیوی والت دیزنی و زیر نظر تتسویا نومورا، طراح شخصیت ژاپنی اسکوئر انیکس شکل گرفته است.